# Gerry Harris
Gerald William "Gerry" Harris (8. oktober 1935 - 28. juli 2020) var en engelsk fodboldspiller (venstre back), der spillede for Wolverhampton. 
Harris spillede for Wolverhampton i hele 13 sæsoner, og var med til at vinde både to engelske mesterskaber og en udgave af FA Cuppen. Han sluttede karrieren hos Walsall.

## Titler
Engelsk mesterskab
- 1958 og 1959 med Wolverhampton

FA Cup
- 1960 med Wolverhampton